# Octodontomys gliroides
Octodontomys gliroides és una espècie de mamífer rosegador de la família dels octodòntids, l'única del gènere Octodontomys. Viu a l'Argentina, Bolívia i Xile a altituds d'entre 2.000 i 5.000 msnm. Es tracta d'un animal que s'enfila als arbres, construeix caus superficials i s'alimenta de cactus. El seu hàbitat natural són les zones xèriques, com ara la puna. És una espècie en risc mínim, és a dir, no sembla que hi hagi cap amenaça significativa per a la seva supervivència.